# Crinum biflorum
Crinum biflorum là một loài thực vật có hoa trong họ Amaryllidaceae. Loài này được Rottb. mô tả khoa học đầu tiên năm 1773.